# Domis
Domis (altgriechisch Δόμις) war ein griechischer Bildhauer, der am Ende des 6. Jahrhunderts v. Chr. in Delphi tätig war. 
Er ist von seiner Signatur auf einer Statuenbasis bekannt, deren Statue nach der Inschrift der Basis von einem Theugenes aus der korinthischen Kolonie Poteidaia als Weihegeschenk nach Delphi gestiftet wurde. Die Basis ist nur in zwei Fragmenten erhalten; auf der teilweise erhaltenen Oberseite finden sich jedoch keine Einlasslöcher, die auf den Statuentyp schließen lassen könnten. Pausanias erwähnt in seiner Beschreibung Delphis ein von Poteidaia gestiftetes Schatzhaus, mit dem die Statue möglicherweise in Verbindung stand. Die Herkunft des Domis lässt sich nicht bestimmen; da seine Künstlersignatur in einem anderen Alphabet geschrieben ist als die darüber stehende korinthische Inschrift, ist eine Herkunft aus Korinth jedoch auszuschließen.
Jean Marcadé wollte Domis mit dem in Olympia tätigen Bildhauer Somis identifizieren, was jedoch als zweifelhaft angesehen wird.